# Phrynobatrachus pintoi
Phrynobatrachus pintoi es una especie de anfibio anuro de la familia Phrynobatrachidae.

## Distribución geográfica
Esta especie es endémica del oeste de Guinea.

## Etimología
Su nombre de especie, pintoi, le fue dado en referencia a Sidy Mohamed Diawara, apodado Pinto, quien murió en septiembre de 2006 y que formó parte del equipo de la ONG Guinea Ecología.

## Publicación original
- Hillers, Zimkus & Rödel, 2008 : A new species of Phrynobatrachus (Amphibia: Anura: Phrynobatrachidae) from north-western Guinea, West Africa. Zootaxa, n.º 1815, p. 43-50[4]